# Myledaphus
A Myledaphus a porcos halak (Chondrichthyes) osztályának Rhinopristiformes rendjébe, ezen belül a hegedűrája-félék (Rhinobatidae) családjába tartozó fosszilis nem.

## Rendszerezés
A nembe az alábbi 3 faj tartozik:
- Myledaphus bipartitus (Cope, 1876) - típusfaj
- Myledaphus pustulosus Cook et al., 2014
- Myledaphus tritus

Az enwiki a Myledaphus-t monotipikus nemként kezeli, csak a M. bipartitus-t mutatva be; azonban a Wikifajokban még két faj szerepel, ezek közül csak a M. pustulosus-nak van forrása.